# Rhakôtis
Rhakôtis (égyptien: 𓂋𓏤𓂝𓀨𓏏𓊖 = Râ-Kedet, grec Ῥακῶτις) est un quartier d'Alexandrie, à l'origine de cette ville.